# Ghoul (film)
Ghoul je americko-český hororový film režiséra Petra Jákla ve spolupráci s americkými herci a studiem J. B. J. Film. Film měl premiéru 26. února 2015 v Česku a byl distribuován i do USA.

## Příběh
Děj filmu se inspirován masovým hladomorem na Ukrajině v letech 1932–1933, který způsobila násilná kolektivizace zemědělství v SSSR a hladem zemřelo 3-5 mil. obyvatel Ukrajinské SSR. Také se příběh inspiruje brutálním případem ukrajinského masového vraha a kanibala Andreje Čikatila, který surově zavraždil 53 lidí. 
Příběh začíná příjezdem trojice mladých filmařů (Jenny, Ryan a Ethan), kteří chtějí natočit dokumentární film, kdy provádějí rozhovory s historiky a místními obyvateli, kteří hladomor ze 30. let 20. století zažili. Místní průvodkyni a překladatelku dělá Katarína a později i žena s velikou intuicí Inna. Všichni se společně odeberou do chalupy, ve které by měli provést důležitý rozhovor s Dimitrijem, potomkem Andreje Čikatila, a kde také provedl několik vražd samotný Čikatilo. Senzibilka Inna provede seanci, ale během ní se vše zvrtne a postupně se situace jen zhoršuje. Dějí se nepopsatelné věci, ozývají se podezřelé zvuky, v atmosféře je cítit samotný duch samotného vraha Čikatila a Innu nakonec duch posedne. Trojice filmařů a Katarína dovedou stopy až na místo, kde by měl být hrob jedné z Čikatilových obětí. Katarína a Ethan se při vykopávání hrobu ale propadnou do podzemních tunelů a zmizí beze stopy. Ryan později zmizí v tunelech také a Jenny zůstane osamocena. 
V posledních záběrech se snaží Jenny utéct před čímsi krvelačným a nakonec je zabita samotným Dimitrijem. Katarína zůstane jediná naživu, Dimitrij se ukáže na kameru a ta se ihned vypne.

## Obsazení
| Jennifer Armour  | Jenny           |
| Jeremy Isabella  | Ethan           |
| Paul S. Tracey   | Ryan            |
| Alina Golovlyova | Katarína        |
| Inna Belikova    | senzibilka Inna |